# آزموند (وایومینگ)
آزموند(به انگلیسی: Osmond) شهری در ایالت وایومینگ کشور ایالات متحده آمریکا است که جمعیت آن در سرشماری سال ۲۰۱۰ میلادی، ۳۹۷ نفر بوده‌است.